# In mijn peetoom den keizer
In mijn peetoom den keizer is een hoorspel van Toon Rammelt. De KRO zond het uit op zondag 6 november 1938. De regisseur was Henri Eerens. De uitzending duurde 29 minuten.

## Rolbezetting
- Gerhard Alexander
- Bob van Leersum
- Hein Harms
- Hans Tiemeyer
- Albert Snelders
- Henk Josso
- Sien de la Mar-Klopper
- Henri Eerens

## Inhoud
Het hoorspel wordt als volgt ingeleid: “Wie te voet de weg aflegt die van Nancy voert naar Lunéville, zal halverwege een aardige herberg ontmoeten waarvan het uithangbord het volgende zonderlinge opschrift draagt: In mijn peetoom den keizer [hiermee wordt keizer Jozef II, de broer van koningin Marie Antoinette, bedoeld]. En wanneer de nieuwsgierigheid van de wandelaar geprikkeld is en hij naar binnen gaat om onder het drinken van een glas landwijn aan de waard de betekenis van dit opschrift te vragen, zal de volgende geschiedenis voor hem herleven…”